# Capi di Stato della Finlandia
Questa pagina contiene un elenco dei presidenti della Finlandia dalla nascita della Repubblica, nel 1919, fino ai tempi odierni.

## Lista
| Capo di Stato | Capo di Stato                 | Capo di Stato | Capo di Stato                           | Partito                                    | Elezione              | Mandato          | Mandato          |
| Capo di Stato | Capo di Stato                 | Capo di Stato | Capo di Stato                           | Partito                                    | Elezione              | Inizio           | Fine             |
| ------------- | ----------------------------- | ------------- | --------------------------------------- | ------------------------------------------ | --------------------- | ---------------- | ---------------- |
| 1             |                               |               | Kaarlo Juho Ståhlberg (1865–1952)       | Partito Progressista Nazionale             | 1919                  | 26 giugno 1919   | 1º marzo 1925    |
| 2             |                               |               | Lauri Kristian Relander (1883–1942)     | Lega Agraria                               | 1925                  | 1º marzo 1925    | 1º marzo 1931    |
| 3             |                               |               | Pehr Evind Svinhufvud (1861–1944)       | Partito di Coalizione Nazionale            | 1931                  | 1º marzo 1931    | 1º marzo 1937    |
| 4             |                               |               | Kyösti Kallio (1873–1940)               | Lega Agraria                               | 1937                  | 1º marzo 1937    | 19 dicembre 1940 |
| 5             |                               |               | Risto Ryti (1889–1956)                  | Partito Progressista Nazionale             | 1940, 1943            | 19 dicembre 1940 | 4 agosto 1944    |
| 6             |                               |               | Carl Gustaf Emil Mannerheim (1867–1951) | Militare                                   | 1944 (Parl.)          | 4 agosto 1944    | 11 marzo 1946    |
| 7             |                               |               | Juho Kusti Paasikivi (1870–1956)        | Partito di Coalizione Nazionale            | 1946, 1950 (Parl.)    | 11 marzo 1946    | 1º marzo 1956    |
| 8             |                               |               | Urho Kekkonen (1900–1986)               | Lega Agraria/ Partito di Centro Finlandese | 1956, 1962 1968, 1978 | 1º marzo 1956    | 27 gennaio 1982  |
| 9             |                               |               | Mauno Koivisto (1923–2017)              | Partito Socialdemocratico Finlandese       | 1982, 1988            | 27 gennaio 1982  | 1º marzo 1994    |
| 10            |                               |               | Martti Ahtisaari (1937–2023)            | Partito Socialdemocratico Finlandese       | 1994                  | 1º marzo 1994    | 1º marzo 2000    |
| 11            |                               |               | Tarja Halonen (1943–)                   | Partito Socialdemocratico Finlandese       | 2000                  | 1º marzo 2000    | 1º marzo 2006    |
| 11            | 2006                          | 1º marzo 2006 | Tarja Halonen (1943–)                   | Partito Socialdemocratico Finlandese       | 1º marzo 2012         |                  |                  |
| 12            |                               |               | Sauli Niinistö (1948–)                  | Partito di Coalizione Nazionale            | 2012                  | 1º marzo 2012    | 1º marzo 2018    |
| 12            | Indipendente di centro-destra | 2018          | Sauli Niinistö (1948–)                  | 1º marzo 2018                              | 1º marzo 2024         |                  |                  |
| 13            |                               |               | Alexander Stubb (1968–)                 | Partito di Coalizione Nazionale            | 2024                  | 1º marzo 2024    | in carica        |

## Cronotassi
Il primo presidente, Ståhlberg, venne scelto nel 1919 dal parlamento in base a una norma transitoria della Costituzione; lo stesso avvenne per Paasikivi nel 1946 per garantire la continuità fino alla fine del mandato dopo le dimissioni di Mannerheim.
Durante la Seconda guerra mondiale, ovvero nel 1940 (Ryti, alla fine dei due anni di presidenza Kallio) e nel 1943 (Ryti, rieletto per sei anni), i grandi elettori furono gli stessi scelti nel 1937. Alla fine della presidenza Ryti, Mannerheim venne scelto in modo palese dal parlamento come presidente e lo stesso avvenne nel 1974, alla fine del terzo mandato Kekkonen in modo che questi potesse restare in carica, in via eccezionale per la crisi economica, fino al 1978.
Quattro presidenti hanno presentato le dimissioni durante il loro mandato:
- Kyösti Kallio nel 1940 per problemi di salute.
- Risto Ryti nel 1944 a causa dell'unificazione della conduzione politica e militare, e per salute precaria. De facto a causa dell'accordo Ryti-Ribbentrop.
- Carl Gustaf Emil Mannerheim nel 1946 per problemi di salute, de facto per evitare conflitti di interesse nel caso avesse dovuto affrontare un processo al tribunale per i crimini di guerra rimanendo presidente della repubblica.
- Urho Kekkonen nel 1981 per problemi di salute.